# 约翰·科克里尔 (公司)
约翰·科克里尔，原科克里尔维护与工程(CMI)，是一家机械工程集团，总部位于比利时瑟兰。它生产钢铁厂机械、工业热回收设备和锅炉、以及调车机车和军事设备。

## 历史
1817年，约翰·科克里尔和他的兄弟詹姆斯·科克里尔在瑟兰建立了一家铸铁厂。除了创建钢铁厂外，约翰·科克里尔还追随其父亲威廉·科克里尔的脚步，开始了机器制造活动，他的父亲因在列日省为纺织工业制造机器而发家致富。1825年，该企业更名为John Cockerill & Cie。
该公司生产当时的主要工业机械——蒸汽机、高炉鼓风机等。1835年，该公司生产了第一台比利时蒸汽机车“Le Belge（机车）”，开始为比利时铁路制造机车的传统。与军事装备的合作也始于19世纪初，于1825年荷兰联合王国海军建造了一艘战舰。

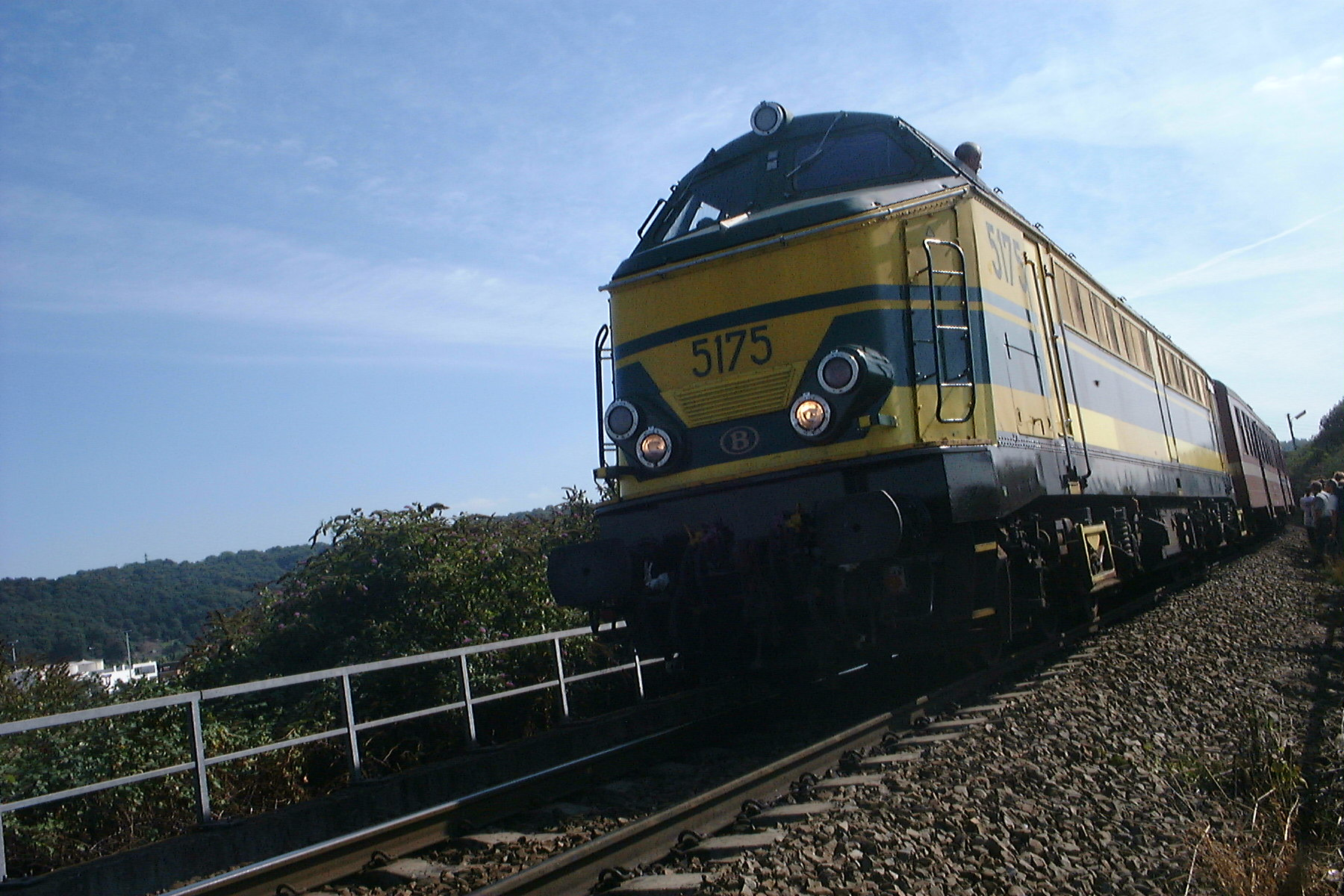
NMBS/SNCB 51 系列现代机车

到1981年，该公司已成为陷入财务困境的科克里尔-桑布尔集团的一部分。1982年，“科克里尔机械公司（Cockerill-Mechanique）”（资本约为20亿比利时法郎“2,068,376,776欧元”）成为该集团100%拥有的子公司作为“科克里尔机械工业公司”。该公司是该集团利润较高的子公司之一，曾计划出售该公司作为拆除科克里尔-桑布尔的一部分，但该计划并未实施。该公司一直是科克里尔-桑布尔（及其继任者Usinor）的一个子公司，直到2002年被出售给私人投资者。
2004年，公司更名为“科克里尔维护与工程（Cockerill Maintenance & Ingénierie，简称CMI）”，然后于2019年5月改回原来的名称“约翰·科克里尔”。

## 动态及产品

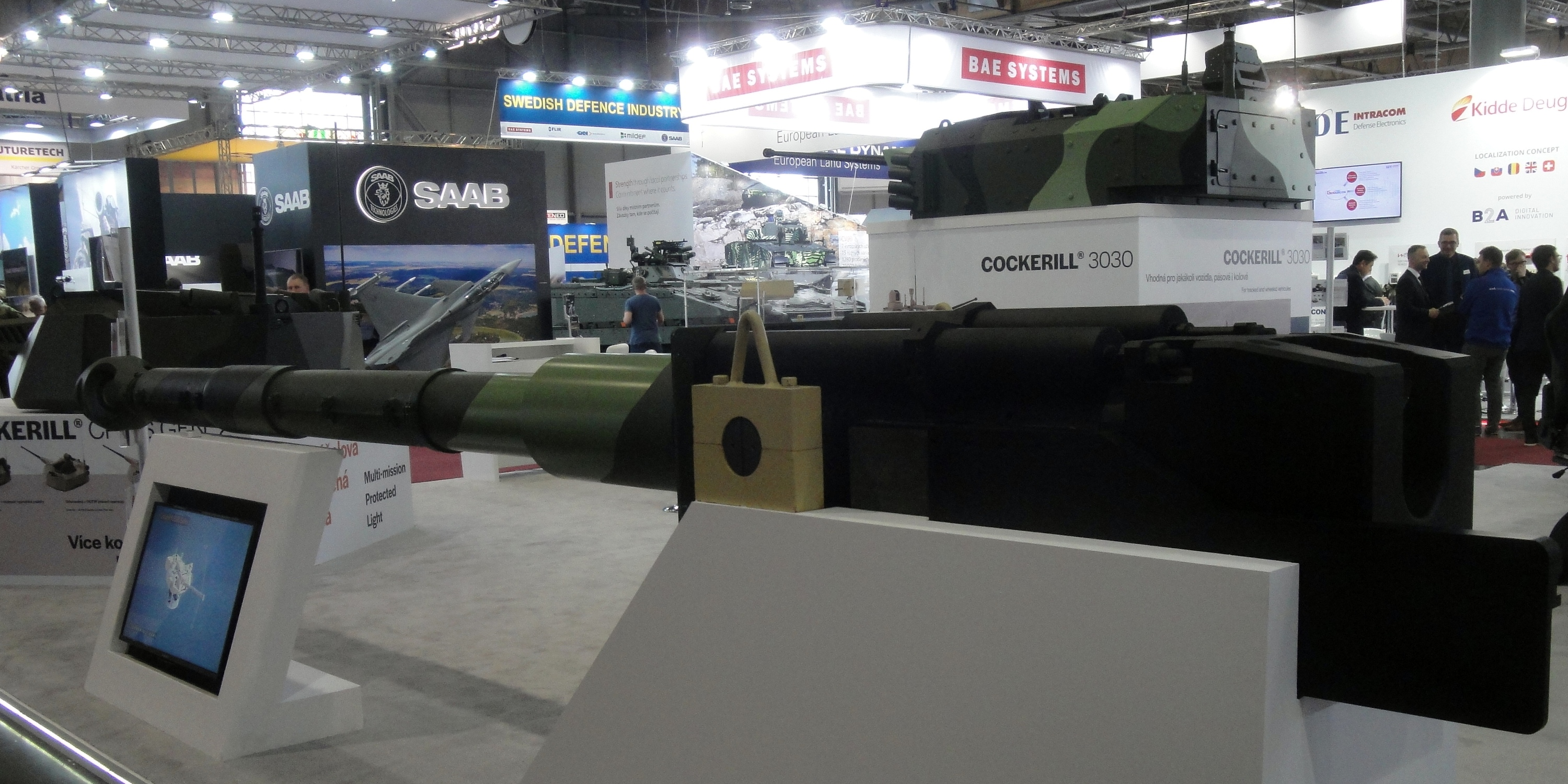
科克里尔105 HP炮

公司的主要业务是金属机械工程，重点是与钢铁厂相关或使用的机械；设备的维护、翻新和修理也是公司业务的一部分。
该行业细分部门生产钢卷处理设备，包括钢铁行业的酸洗、退火、热浸镀和电镀锌生产线、轧机和加热炉，以及调车机车。
能源细分产品包括热回收蒸汽发生器和锅炉。2000年代末，该公司开发了用于太阳能发电站的高温太阳能接收器，并于2014年首次安装在南非乌平通的Khi Solar One发电站。约翰·科克里尔2021年售出全球33%的氢气高压电解。
防卫分部的主要产品是轻型装甲车的90mm火炮和炮塔。

## 争议
鉴于沙特阿拉伯卷入与也门的冲突，非政府组织对该公司向沙特阿拉伯出售武器的许可证的有效性表示担忧。一个记者联盟表示，他们发现证据表明沙特阿拉伯在这场冲突中使用了其中一些武器。

## 引用
1. ↑  .   [2024-03-13]. （原始内容存档于2024-03-13） （英语）.
2. ↑  John Cockerill et Cie
3. ↑  . www.cmigroupe.com.   [2024-03-13]. （原始内容存档于2011-09-13）.
4. ↑  Yves Mény; Vincent Wright. . Walter de Gruyter. 1987: 726, 748. ISBN 9783110105179.
5. 1 2  . www.cmigroupe.com.   [2024-03-13]. （原始内容存档于2011-09-13）.
6. ↑   (新闻稿). John Cockerill. 2019-05-16  [2019-05-20]. （原始内容存档于2023-05-30）.
7. ↑  . www.cmigroupe.com.   [2024-03-13]. （原始内容存档于2011-09-13）.
8. ↑  . www.cmigroupe.com.   [2024-03-13]. （原始内容存档于2011-09-13）.
9. ↑   (PDF). www.cmigroupe.com. （原始内容 (PDF)存档于2011-07-08）.
10. ↑  , www.cmigroupe.com (Press Release), 2012-05-12  [2024-03-13], （原始内容存档于2016-03-04）
11. ↑  Collins, Leigh. . Recharge |最新可再生能源新闻. 2022-05-04  [2024-03-13]. （原始内容存档于2024-05-28） （英语）.
12. ↑  . www.cmigroupe.com.   [2024-03-13]. （原始内容存档于2011-09-13）.
13. ↑  .   [2024-03-13]. （原始内容存档于2023-07-26）.
14. ↑  .   [2024-03-13]. （原始内容存档于2023-09-24）.
15. ↑  . The Brussels Times. 2019-05-06  [2019-08-13]. （原始内容存档于2019-08-13） （英语）.
16. ↑  News, Flanders. . vrtnws.be. 2019-05-08  [2019-08-13]. （原始内容存档于2022-08-13） （英语）.

## 扩展链接
- 官方网站